# Horizon (série)
Pour les articles homonymes, voir Horizon.
Horizon est une série de westerns américains de Kevin Costner sortie en salles de cinéma à partir de l’année 2024 un peu partout dans le monde.

## Histoire
En 2022, Kevin Costner annonce son retour derrière la caméra pour un ambitieux western, projet qu’il préparait depuis deux décennies, sous la forme d’une saga de plus de 10 heures, découpée en quatre films. Kevin Costner y tient le rôle principal aux côtés de Sienna Miller, Sam Worthington, Jamie Campbell Bower, Luke Wilson, Jena Malone, Thomas Haden Church, Abbey Lee et Isabelle Fuhrman. Le premier chapitre est sélectionné en hors-compétition au festival de Cannes 2024. Il sort dans les salles américaines en juin 2024 et en France le 2 juillet.
Le second chapitre devait sortir six semaines plus tard, mais la date du 16 août a été ajournée, pour laisser le temps à la première partie de trouver son public, en particulier via le marché de la vidéo à la demande. Aucune autre date de sortie n’a  été annoncée en 2024.
Le tournage du 3e opus débute courant 2024.

## Composition
La série est composée de :
- Horizon : Une saga américaine, chapitre 1, film sorti en juin 2024 aux États-Unis;
- Horizon : Une saga américaine, chapitre 2;
- Horizon : Une saga américaine, chapitre 3;
- Horizon : Une saga américaine, chapitre 4.